# باندوندینگ
باندوندینگ (به لاتین: Bantunding) یک منطقهٔ مسکونی در گامبیا است که در Upper River Division واقع شده‌است. باندوندینگ ۱٬۱۱۴ نفر جمعیت دارد.